# Ononis zygantha
Ononis zygantha là một loài thực vật có hoa trong họ Đậu. Loài này được Maire & Wilczek miêu tả khoa học đầu tiên.